# Les Baxters
Les Baxters (The Baxters) est une série télévisée dramatique familiale américaine basée sur la série de livres Rédemption de Karen Kingsbury, développée par Roma Downey et diffusée sur Prime Video le 28 mars 2024.

## Synopsis
La série suit Elizabeth et John Baxter et leurs 5 enfants adultes dans différents apprentissages de vie. La solidité des liens familiaux sera mise à l’épreuve à maintes reprises. L’amour et leur foi chrétienne évangélique leur permettent de se retrouver. 

## Distribution
- Roma Downey : Elizabeth Baxter
- Ted McGinley : John Baxter
- Ali Cobrin : Kari Baxter Jacobs
- Masey McLain : Ashley Baxter
- Josh Pl:se : Luke Baxter
- Reilly Anspaugh : Erin Baxter Hogan
- Emily Peterson : Brooke Baxter West
- Cassidy Gifford : Reagan Peters
- Jake Allyn : Ryan Taylor
- Orel De La Mota : Landon Blake
- Loren Escandon : Pasteur Mariana
- Jake Farree : Sam Hogan
- Jaclyn Chantell : Erika
- Alexa Sutherland : Lori Callahan
- Asher Morrissette : Cole Baxter
- Brandon Hirsch : Tim Jacobs
- Taylour Paige : Angela Manning
- Kai Caster : Dirk Bennett
- Eve Sigall : Irvel

## Production
Roma Downey fait l’acquisition des droits d’adaptation de la série de livres Rédemption de Karen Kingsbury et travaille sur le développement de la série dérivée Les Baxters pendant 10 ans, jusqu’à sa sortie en 2024 .

## Sortie
Les trois premières saisons sont sorties simultanément sur Prime Video le 28 mars 2024 .